# Prunus
Prunus (šljiva, badem, marelica, trešnja, breskva, lat. Prunus), veliki i rasprostranjeni rod biljaka dvosupnica iz porodice ružovki i potporodice Amygdaloideae (nekada nepravilno nazivana i Prunoideae Horan.. Glavni predstavnici roda su šljive, breskve i trešnje, marelice i bademi, ukupno 341 priznate vrste bez hibrida.
Latinsko ime roda dolazi od grčkog proumnon koja označava stablo šljive.

## Opis
Prunus, rod je sa više od 400 vrsta cvjetnih grmova i drveća u porodici ruža (Rosaceae). Rod Prunus porijeklom je iz sjevernih umjerenih područja. Ima niz gospodarski važnih članova, uključujući uzgojene bademe, breskve, šljive, trešnje i marelice. Osim toga, mnoge vrste obilno cvjetaju i uzgajaju se kao ukrasne biljke.
Prunus mogu biti listopadne ili zimzelene i obično imaju jednostavne listove s nazubljenim rubovima. Mnoge vrste imaju par karakterističnih žlijezda na dnu plojke lista. Cvjetovi s pet latica često su upečatljivi s brojnim prašnicima i nose koštunice koje su kolokvijalno poznate kao koštuničavo voće. Neke vrste, poput crnog trna (P. spinosa), imaju trnje i korisne su kao zaštitne živice.

### PrunusL.
1. Prunus accumulans (Koehne) C. L. Li & Aymard
2. Prunus africana (Hook. fil.) Kalkman
3. Prunus aitchisonii (Korsh.) Kitam.
4. Prunus alabamensis C. Mohr
5. Prunus alaica (Pojark.) Gilli
6. Prunus albicaulis Bornm.
7. Prunus alleghaniensis Porter
8. Prunus americana Marshall
9. Prunus amplifolia Pilg.
10. Prunus amygdalus Batsch
11. Prunus andersonii A. Gray
12. Prunus angustifolia Marshall
13. Prunus annularis Koehne
14. Prunus antioquensis Pérez-Zab.
15. Prunus apetala (Siebold & Zucc.) Franch. & Sav.
16. Prunus aquifolioides (Chun ex T. T. Yu & L. T. Lu) W. C. Chen
17. Prunus arabica (Oliv.) Meikle
18. Prunus arborea (Blume) Kalkman
19. Prunus argentea (Lam.) Rehder
20. Prunus armeniaca L.
21. Prunus austrosinensis Huan C. Wang
22. Prunus avium (L.) L.
23. Prunus axitliana Standl.
24. Prunus azorica (Mouill.) Rivas Mart., Lousã, Fern. Prieto, E. Días, J. C. Costa & C. Aguiar
25. Prunus balansae (Boiss.) Fritsch
26. Prunus beccarii (Ridl.) Kalkman
27. Prunus bifrons Fritsch
28. Prunus boissieri Kurtto ined.
29. Prunus brachybotrya Zucc.
30. Prunus brachypetala (Boiss.) Walp.
31. Prunus brachypoda Batalin
32. Prunus brachystachya Kalkman
33. Prunus bracteopadus Koehne
34. Prunus brahuica (Boiss.) Aitch. & Hemsl.
35. Prunus brasiliensis Cham. & Schltdl. ex Spreng.
36. Prunus brassii Kalkman
37. Prunus brigantina Vill.
38. Prunus brittoniana Rusby
39. Prunus browiczii (Freitag) Eisenman
40. Prunus brunnescens (T. T. Yu & T. C. Ku) J. R. He
41. Prunus bucharica (Korsh.) B. Fedtsch.
42. Prunus buergeriana Miq.
43. Prunus buxifolia Koehne
44. Prunus campanulata Maxim.
45. Prunus canescens Bois
46. Prunus carduchorum (Bornm.) Meikle
47. Prunus caroliniana (Mill.) Aiton
48. Prunus cathayana (D. L. Fu, B. R. Li & J. Hong Li) Y. H. Tong & N. H. Xia
49. Prunus caudata Franch.
50. Prunus cerasifera Ehrh.
51. Prunus cerasoides Buch.-Ham. ex D. Don
52. Prunus cerasus L.
53. Prunus cercocarpifolia Villarreal
54. Prunus ceylanica (Wight) Miq.
55. Prunus chamissoana Koehne
56. Prunus chiapensis Standl. & L. O. Williams ex Ant. Molina
57. Prunus chiliangensis S. S. Ying
58. Prunus chorassanica (Pojark.) A. E. Murray
59. Prunus choreiana Nakai ex T. Kawamoto
60. Prunus clarofolia C. K. Schneid.
61. Prunus clementis (Merr.) Kalkman
62. Prunus cocomilia Ten.
63. Prunus compacta L. O. Williams
64. Prunus conadenia Koehne
65. Prunus conradinae Koehne
66. Prunus cornuta (Wall. ex Royle) Steud.
67. Prunus cortapico Kerber ex Koehne
68. Prunus costata (Hemsl.) Kalkman
69. Prunus crataegifolia Hand.-Mazz.
70. Prunus cyclamina Koehne
71. Prunus davidiana (Carrière) Franch.
72. Prunus debilis Koehne
73. Prunus detrita J. F. Macbr.
74. Prunus dictyoneura Diels
75. Prunus dinabandhuana Mekrini & Biseshwori
76. Prunus discadenia Koehne
77. Prunus discoidea (T. T. Yu & C. L. Li) Z. Wei & Y. B. Chang
78. Prunus discolor (Spach) C. K. Schneid.
79. Prunus dolichadenia Cardot
80. Prunus dolichobotrys (Lauterb. & K. Schum.) Kalkman
81. Prunus dolichophylla (T. T. Yu & L. T. Lu) Y. H. Tong & N. H. Xia
82. Prunus domestica L.
83. Prunus douglasii Basualdo & Zardini
84. Prunus eburnea (Spach) Aitch.
85. Prunus elaeagnifolia (Spach) A. E. Murray
86. Prunus emarginata (Douglas ex Hook.) Eaton
87. Prunus eremophila Prigge
88. Prunus erioclada Bornm.
89. Prunus eriogyna Mason
90. Prunus erythroxylon Koehne
91. Prunus erzincanica (Yild.) Yild.
92. Prunus espinozana C. L. Li
93. Prunus falcata Cuatrec.
94. Prunus fasciculata (Torr.) A. Gray
95. Prunus fengyangshanica (L. X. Ye & X. F. Jin) comb. ined.
96. Prunus fenzliana Fritsch
97. Prunus fordiana Dunn
98. Prunus fragrans (Elmer) Kalkman
99. Prunus fremontii S. Watson
100. Prunus fruticosa Pall.
101. Prunus fujianensis (Y. T. Chang) J. Wen
102. Prunus gazelle-peninsulae (Kaneh. & Hatus.) Kalkman
103. Prunus geniculata R. M. Harper
104. Prunus gentryi Standl.
105. Prunus georgica (Desf.) Eisenman
106. Prunus ghahremanii (Maroofi, Attar & Vafadar) Falat.
107. Prunus gideonii W. N. Takeuchi
108. Prunus glabrifolia (Baker fil.) Kalkman
109. Prunus glandulifolia Rupr.
110. Prunus glandulosa Torr. & A. Gray
111. Prunus glandulosa Thunb.
112. Prunus glauca (Browicz) A. E. Murray
113. Prunus gongshanensis J. Wen
114. Prunus gracilis Engelm. & A. Gray
115. Prunus grayana Maxim.
116. Prunus griffithii (Boiss.) C. K. Schneid.
117. Prunus grisea (Blume ex C. Müll.) Kalkman
118. Prunus guanaiensis Rusby
119. Prunus guanwuensis S. S. Ying
120. Prunus guatemalensis I. M. Johnst.
121. Prunus gyirongensis Y. H. Tong & N. H. Xia
122. Prunus hainanensis (G. A. Fu & Y. S. Lin) H. Yu, N. H. Xia & H. G. Ye
123. Prunus harae H. Ohba & S. Akiyama
124. Prunus hargraonensis (Vassilcz.) Ghora & Panigrahi
125. Prunus haussknechtii C. K. Schneid.
126. Prunus havardii (W. Wight) Mason
127. Prunus hefengensis (X. R. Wang & C. B. Shang) Y. H. Tong & N. H. Xia
128. Prunus henryi (C. K. Schneid.) Koehne
129. Prunus herthae Diels
130. Prunus himalaica Kitam.
131. Prunus himalayana J. Wen
132. Prunus hippophaeoides (Bornm.) Bornm.
133. Prunus hirtipes Hemsl.
134. Prunus hixa Brouss. ex Willd.
135. Prunus hongiaoensis Tagane & Yahara
136. Prunus hongpingensis (C. L. Li) Y. H. Tong & N. H. Xia
137. Prunus hortulana L. H. Bailey
138. Prunus huantensis Pilg.
139. Prunus humilis Bunge
140. Prunus hypoleuca (Koehne) J. Wen
141. Prunus hypotricha Rehder
142. Prunus hypotrichodes Cardot
143. Prunus hypoxantha (Koehne) J. Wen
144. Prunus ilicifolia (Nutt. ex Hook. & Arn.) D. Dietr.
145. Prunus incana (Pall.) Batsch
146. Prunus incisa Thunb.
147. Prunus incisoserrata (T. T. Yu & T. C. Ku) J. Wen
148. Prunus integrifolia (C. Presl) Walp.
149. Prunus itosakura Siebold
150. Prunus jacquemontii Hook. fil.
151. Prunus jajarkotensis H. Hara
152. Prunus jamasakura (Makino) Nakai
153. Prunus japonica Thunb.
154. Prunus javanica (Teijsm. & Binn.) Miq.
155. Prunus jenkinsii Hook. fil.
156. Prunus jugata (Browicz) A. E. Murray
157. Prunus kaengkrachanensis Nagam., Tagane & Suddee
158. Prunus kansuensis Rehder
159. Prunus kinabaluensis Kalkman
160. Prunus kingdon-wardii Merr.
161. Prunus koelzii (Browicz) A. E. Murray
162. Prunus korshinskyi Hand.-Mazz.
163. Prunus kotschyi (Boiss. & Hohen. ex Spach) Meikle
164. Prunus kumanoensis (T. Katsuki) comb. ined.
165. Prunus kuramica (Korsh.) Kitam.
166. Prunus kurdistanica (Attar, Maroofi & Vafadar) Eisenman
167. Prunus lamponga (Miq.) Kalkman
168. Prunus lancilimba (Merr.) Kalkman
169. Prunus laoshanensis (D. K. Zang) comb. ined.
170. Prunus laurocerasus L.
171. Prunus laxinervis Kalkman
172. Prunus ledebouriana (Schltdl.) Y. Y. Yao
173. Prunus leucophylla Blatt.
174. Prunus leveilleana Koehne
175. Prunus lichoana Aymard
176. Prunus ligustrina Koehne
177. Prunus limeixing (J. Y. Zhang & Z. Ming Wang) Y. H. Tong & N. H. Xia
178. Prunus littlei Pérez-Zab.
179. Prunus longispinosa Shahbaz & Abdulr.
180. Prunus lundelliana Standl.
181. Prunus lusitanica L.
182. Prunus lycioides (Spach) C. K. Schneid.
183. Prunus mahaleb L.
184. Prunus malayana Kalkman
185. Prunus mandshurica (Maxim.) Koehne
186. Prunus maritima Marshall
187. Prunus marsupialis Kalkman
188. Prunus matudae Lundell
189. Prunus maximowiczii Rupr.
190. Prunus mazandaranica Habibi, H. Maleki & Attar
191. Prunus megacarpa Pérez-Zab.
192. Prunus menghaiensis (T. T. Yu & L. T. Lu) Huan C. Wang
193. Prunus mexicana S. Watson
194. Prunus microcarpa C. A. Mey.
195. Prunus microphylla (Kunth) Hemsl.
196. Prunus minutiflora Engelm. ex A. Gray
197. Prunus mira Koehne
198. Prunus mirabilis Kalkman
199. Prunus mongolica Maxim.
200. Prunus moritziana Koehne
201. Prunus mugus Hand.-Mazz.
202. Prunus mume (Siebold) Siebold & Zucc.
203. Prunus munsoniana W. Wight & Hedrick
204. Prunus muris Cuatrec.
205. Prunus murrayana E. J. Palmer
206. Prunus myrtifolia (L.) Urb.
207. Prunus nairica (Fed. & Takht.) Eisenman
208. Prunus nakatakei (H. Ohba & Mas. Saito) comb. ined.
209. Prunus napaulensis (Ser.) Steud.
210. Prunus nigra Aiton
211. Prunus nipponica Matsum.
212. Prunus nutantiflora D. G. Zhang & Z. H. Xiang
213. Prunus oblonga J. F. Macbr.
214. Prunus obtusata Koehne
215. Prunus occidentalis Sw.
216. Prunus ocellata Koehne
217. Prunus oleifolia Koehne
218. Prunus oligantha Kalkman
219. Prunus omissa Koehne
220. Prunus oocarpa (Stapf) Kalkman
221. Prunus opaca (Benth.) Walp.
222. Prunus orazii (Attar, Maroofi & Vafadar) Eisenman
223. Prunus ovalis Ruiz ex Koehne
224. Prunus pabotii (Browicz) Eisenman
225. Prunus padus L.
226. Prunus pananensis Z. L. Chen, W. J. Chen & X. F. Jin
227. Prunus paradoxa (Dehshiri & Mozaff.) Falat.
228. Prunus patentipila Hand.-Mazz.
229. Prunus pearcei Rusby
230. Prunus pedunculata (Pall.) Maxim.
231. Prunus pensylvanica L. fil.
232. Prunus persica (L.) Stokes
233. Prunus perulata Koehne
234. Prunus petunnikowii (Litv.) Rehder
235. Prunus phaeosticta (Hance) Maxim.
236. Prunus pleiantha Pilg.
237. Prunus pleiocerasus Koehne
238. Prunus pleuradenia Griseb.
239. Prunus podperae Nábelek
240. Prunus pogonostyla Maxim.
241. Prunus polystachya (Hook. fil.) Kalkman
242. Prunus polytricha Koehne
243. Prunus prostrata Labill.
244. Prunus pseudocerasus Lindl.
245. Prunus pseudoprostrata (Pojark.) Rech. fil.
246. Prunus pulgarensis (Elmer) Kalkman
247. Prunus pullei (Koehne) Kalkman
248. Prunus pumila L.
249. Prunus pusilliflora Cardot
250. Prunus pygeoides Koehne
251. Prunus quanzhouensis Jian L. Li, S. H. Liang & R. H. Jiang
252. Prunus ramburii Boiss.
253. Prunus ramonensis (Danin) Eisenman
254. Prunus ravenii Zardini & Basualdo
255. Prunus rechingeri (Browicz) A. E. Murray
256. Prunus reflexa (Gardner) Walp.
257. Prunus rhamnoides Koehne
258. Prunus rigida Koehne
259. Prunus rivularis Scheele
260. Prunus rotunda J. F. Macbr.
261. Prunus rubiginosa (Elmer) Kalkman
262. Prunus rufa Wall. ex Hook. fil.
263. Prunus rufoides C. K. Schneid.
264. Prunus ruiziana Koehne
265. Prunus runemarkii Eisenman
266. Prunus salasii Standl.
267. Prunus salicina Lindl.
268. Prunus samydoides Schltdl.
269. Prunus sargentii Rehder
270. Prunus schlechteri (Koehne) Kalkman
271. Prunus schneideriana Koehne
272. Prunus sclerophylla Kalkman
273. Prunus scoparia (Spach) C. K. Schneid.
274. Prunus serotina Ehrh.
275. Prunus serrula Franch.
276. Prunus serrulata Lindl.
277. Prunus setulosa Batalin
278. Prunus sibirica L.
279. Prunus simonii (Decne.) Carrière
280. Prunus singalilaensis H. Ohba & S. Akiyama
281. Prunus speciosa (Koidz.) Ingram
282. Prunus spicata Kalkman
283. Prunus spinosa L.
284. Prunus spinosissima (Bunge) Franch.
285. Prunus spinulosa Siebold & Zucc.
286. Prunus ssiori F. Schmidt
287. Prunus stellipila Koehne
288. Prunus stipulacea Maxim.
289. Prunus stipulata J. F. Macbr.
290. Prunus strobilifera Cuatrec.
291. Prunus subcordata Benth.
292. Prunus subcoriacea (Chodat & Hassl.) Koehne
293. Prunus subcorymbosa Ruiz ex Koehne
294. Prunus subglabra (Merr.) Kalkman
295. Prunus sunhangii D. G. Zhang & T. Deng
296. Prunus susakensis (Vassilcz.) Eisenman
297. Prunus susquehanae Willd.
298. Prunus szechuanica Batalin
299. Prunus tadzhikistanica Zaprjagaeva
300. Prunus takesimensis Nakai
301. Prunus tangutica (Batalin) Koehne
302. Prunus taplejungnica H. Ohba & S. Akiyama
303. Prunus tartarea Lundell
304. Prunus tatsienensis Batalin
305. Prunus tayulinensis S. S. Ying
306. Prunus tenella Batsch
307. Prunus tetradenia Koehne
308. Prunus texana D. Dietr.
309. Prunus tomentosa Thunb.
310. Prunus tongmuensis X. G. Yi & X. R. Wang
311. Prunus topkegolensis H. Ohba & S. Akiyama
312. Prunus transarisanensis Hayata
313. Prunus trichamygdalus Hand.-Mazz.
314. Prunus trichantha Koehne
315. Prunus trichostoma Koehne
316. Prunus triloba Lindl.
317. Prunus tuberculata Koehne
318. Prunus tucumanensis Lillo
319. Prunus turcomanica (Lincz.) Kitam.
320. Prunus turfosa Kalkman
321. Prunus turneriana (F. M. Bailey) Kalkman
322. Prunus ulei Koehne
323. Prunus ulmifolia Franch.
324. Prunus umbellata Elliott
325. Prunus undulata Buch.-Ham. ex D. Don
326. Prunus urartu (Tamamsch.) Eisenman
327. Prunus urotaenia Koehne
328. Prunus urumiensis (Bornm.) A. E. Murray
329. Prunus vachuschtii Bregadze
330. Prunus velutina Batalin
331. Prunus verrucosa Franch.
332. Prunus versteeghii Kalkman
333. Prunus virginiana L.
334. Prunus walkeri (Wight) Kalkman
335. Prunus wallaceana Kalkman
336. Prunus wangii Q. L. Gan, Z. Y. Li & S. Z. Xu
337. Prunus webbii (Spach) Fritsch
338. Prunus wendelboi (Freitag) Eisenman
339. Prunus wilsonii (C. K. Schneid.) Koehne
340. Prunus wurdackii C. L. Li
341. Prunus xianjuxing (J. Y. Zhang & X. Z. Wu) Y. H. Tong & N. H. Xia
342. Prunus xingshanensis Huan C. Wang
343. Prunus yaoiana (W. L. Cheng) Y. H. Tong & N. H. Xia
344. Prunus yazdiana (Mozaff.) Falat.
345. Prunus yunkaishanensis B. H. Wu, W. Y. Zhao & W. B. Liao
346. Prunus yunnanensis Franch.
347. Prunus zabulica (Seraf.) Eisenman
348. Prunus zhengheensis (J. Y. Zhang & M. N. Lu) Y. H. Tong & N. H. Xia
349. Prunus zielinskii (Browicz) Kosinski, D. Tomasz. & Ziel.
350. Prunus zingii Standl.
351. Prunus zippeliana Miq.
352. Prunus ×andarobi Seraf.
353. Prunus ×chichibuensis Kubota & Moriya
354. Prunus ×chodshaatensis (Pjat. & Lincz.) Sennikov
355. Prunus ×compta (Koidz.) Tatew.
356. Prunus ×dasycarpa Ehrh.
357. Prunus ×eminens Beck
358. Prunus ×ferganica Lincz.
359. Prunus ×fontanesiana (Spach) C. K. Schneid.
360. Prunus ×fruticans Weihe
361. Prunus ×furuseana Ohwi
362. Prunus ×gondouinii (Poit. & Turpin) Rehder
363. Prunus ×hisauchiana Koidz. ex Hisauchi
364. Prunus ×insueta (S. Serafimov)
365. Prunus ×iranshahrii (Khat.) Eisenman
366. Prunus ×javorkae Kárpáti
367. Prunus ×juddii E. S. Anderson
368. Prunus ×kalmykovii (O. A. Lincz.) Eisenman
369. Prunus ×kamiaranensis (Khat. & Assadi) Eisenman
370. Prunus ×katonis (H. Ohba) comb. ined.
371. Prunus ×keredjensis (Browicz) A. E. Murray
372. Prunus ×kubotana Kawas.
373. Prunus ×lannesiana (Carr) E. H. Wilson
374. Prunus ×mitsuminensis Moriya
375. Prunus ×miyasakana H. Kubota
376. Prunus ×mohacsyana Kárpáti
377. Prunus ×mozaffarianii (Khat.) Eisenman
378. Prunus ×nachichevanica Kudr.
379. Prunus ×nudiflora (Koehne) Koidz.
380. Prunus ×oneyamensis Hayashi
381. Prunus ×orthosepala Koehne
382. Prunus ×palmeri Sarg.
383. Prunus ×pugetensis Jacobson & Zika
384. Prunus ×rhodia (Browicz) Eisenman
385. Prunus ×sacra Miyoshi
386. Prunus ×saviczii (Pachom.) Eisenman
387. Prunus ×sefinensis (Bornm.) A. E. Murray
388. Prunus ×shikokuensis (Moriya) H. Kubota
389. Prunus ×simmleri Palez.
390. Prunus ×slavinii E. J. Palmer
391. Prunus ×stacei Wójcicki
392. Prunus ×subhirtella Miq.
393. Prunus ×syodoi Nakai
394. Prunus ×tschonoskii Koehne
395. Prunus ×uzbekistanica (Sabirov) Eisenman
396. Prunus ×vavilovii (Popov) A. E. Murray
397. Prunus ×yasujensis (Khat.) Eisenman
398. Prunus ×yedoensis Matsum.
399. Prunus ×yuyamae Sugim.